# 达利·恩德鲁
达利·恩德鲁（1912年3月10日—1956年12月25日）是阿尔巴尼亚劳动党中央委员会委员。1956年支持尼基塔·谢尔盖耶维奇·赫鲁晓夫的去斯大林化政策，被恩維爾·霍查扣上“幕后操纵地拉那反革命事件”与妻子利丽·盖加一同被枪决。